# Hans officiella fästmö
Hans officiella fästmö är en svensk dramafilm från 1944 i regi av Nils Jerring.

## Handling
Unge direktör Ludvig Berndtson är tvingad att visa upp en fästmö för sina föräldrar och han finner en nödlösning. Han betalar en av kontorsflickorna att spela hans fästmö under en tid. Unga Monica går bara med på saken då hon måste tjäna extra pengar.

## Om filmen
Filmen premiärvisades 12 juni 1944 på biograf Spegeln i Stockholm. Den spelades in i Filmstaden Råsunda med exteriörer från Stockholm av J. Julius. Som förlaga har man Amy Roberta Rucks roman His Official Fiancée som utgavs 1914. Romanen har tidigare filmats i regi av Robert G Vignola 1919.

## Roller i urval
- Sickan Carlsson – Monica Brandt, kontorist
- Sture Lagerwall – Ludvig Berndtson, direktör för Rederi AB Berndtson
- Tollie Zellman – Ingeborg Berndtson, Ludvigs mor
- Marianne Löfgren – Noppan Larsson, mannekäng
- Stig Järrel – Otto, Ludvigs morbror
- Håkan Westergren – Bengt Hallberg, konstnär
- Anna-Lisa Baude – fröken Ström, kontorist
- Barbro Flodquist – Lizzie Blom, kontorist
- Ivar Kåge – major Gösta Brisman
- Ingrid Envall – Britt Carlén, Ludvigs f.d. fästmö
- Carl-Gunnar Wingård – John Carlén, bankdirektör, Britts far
- Margot Ryding – Olga Hallberg, hovrättsrådinna, Bengts mor
- Kerstin Holmberg – Eva, kontorist
- Arne Lindblad – Jönsson, kontorschefen
- Anna-Stina Hofgren – Ulla, Ludvigs lillasyster
- Gustaf Gilbe, poliskommissarien  på Stureplan

## Filmmusik i urval
- Kontorsvisan, kompositör Nils Castegren, text Gardar, sång Anna-Lisa Baude, Barbro Flodquist och Kerstin Holmberg
- Wein, Weib und Gesang, vals, op. 333, kompositör Johann Strauss d.y., instrumental.
- Liebestraum, piano, nr 3, op. 62 (O lieb, so lang du lieben kannst), kompositör Franz Liszt, instrumental.
- I våra da'r, kompositör Hans Åke Gäfvert, text Gardar, sång Sickan Carlsson
- Sol och snö, kompositör Jules Sylvain, text Karl-Ewert, sång Sickan Carlsson och Gustaf Torrestad som dubbar Sture Lagerwall